# Cosmoscarta dryope
Cosmoscarta dryope är en insektsart som beskrevs av Gustav Breddin 1900. Cosmoscarta dryope ingår i släktet Cosmoscarta och familjen spottstritar. Inga underarter finns listade i Catalogue of Life.